# Warhorse
Warhorse — группа, созданная экс-басистом Deep Purple Ником Симпером. Группа существовала с 1970 по 1974 год (частичные воссоединения в 1985, 2005). Звучание группы было близко к стилю ранних Deep Purple.

## История группы
После вынужденного ухода из Deep Purple Ник Симпер играл в сопровождающем составе певицы Марши Хант. В то же время он занялся организацией новой группы. Первоначально он планировал привлечь к сотрудничеству известных в то время музыкантов Альберта Ли и Мика Андервуда, но этот альянс не состоялся. Основу новой группы составили гитарист Джед Пэк и барабанщик Мак Пул — музыканты, игравшие вместе с Симпером в сопровождающем составе Марши Хант. В состав новой группы вошли также вокалист Эшли Холт и клавишник Рик Уэйкман. Группа получила название «Iron Horse», которое вскоре было изменено на «Warhorse». Уэйкман оказался ненадёжным партнёром и в апреле, ещё до того, как группа успела сделать какую-либо запись,  покинул группу. Вместо него в группу был взят клавишник Фрэнк Уилсон, с участием которого была сделана дебютная демозапись «Miss Jane».
В 1970 году группа заключает контракт с «Phonograms», подразделением «Vertigo Records» и приступает к записи дебютного альбома. Альбом Warhorse вышел в ноябре 1970. Композиция «St. Louis» (кавер «Easybeats») была издана синглом и пользовалась наибольшей популярностью у публики. Сам альбом тоже имел успех, но большей частью в континентальной Европе, в частности, в Германии. Следующие полтора года группа активно гастролировала.
В 1972 году Warhorse приступают к записи второго альбома. К этому времени Гед Пек покидает группу, а его место занял Питэр Паркс. Альбом Red sea был выдержан в духе своего предшественника, лишь клавишные были несколько потеснены гитарами.
Вскоре из-за бездумной политики менеджера группы Рона Хайра группа потеряла контракт. Кроме того барабанщик Мак Пул покинул группу. Эти неприятности группа смогла преодолеть — был нанят новый менеджмент, новый барабанщик Барни Джеймс, заключён новый контракт. Тогда также планировали начать запись нового альбома, но вмешался Рик Уэйкман, забравший с собой в турне Холта и Джеймса. Симпер больше не стал сопротивляться козням судьбы и в 1974 году распустил команду.
После распада группы Мак Пул играл в «Broken glass», Фрэнк Уилсон записывался с Мелвином Гейлом, Холт работал с Уэйкманом. Ник Симпер и Питэр Паркс создали недолговечный проект Dynamite, который отметился лишь единственным синглом «St. Louis», вышедшим только в Италии. После расформирования Динамита, Симпер и Паркс создали группу Fandango, на ударных недолго играл ещё один экс-участник Warhorse Барни Джеймс.
21 мая 2015 года скончался Мак Пул.

## Составы
| 1970      | - Ashley Holt — vocals - Ged Peck — guitar - Nick Simper — bass - Rick Wakeman — keyboards - Mac Poole — drums      |
| 1970—1971 | - Ashley Holt — vocals - Ged Peck — guitar - Nick Simper — bass - Frank Wilson — keyboards - Mac Poole — drums      |
| 1971—1972 | - Ashley Holt — vocals - Pete Parks — guitar - Nick Simper — bass - Frank Wilson — keyboards - Mac Poole — drums    |
| 1972—1974 | - Ashley Holt — vocals - Pete Parks — guitar - Nick Simper — bass - Frank Wilson — keyboards - Barney James — drums |

## Дискография

### Студийные альбомы
- Warhorse (1970)
- Red Sea (1972)

### Альбомы-сборники
- Outbreak of Hostilities (1983)
- Best of Warhorse (1986)
- The Warhorse Story (1997)

### Синглы
- St. Louis / No Change (1970)
- St. Louis / Ritual (1970)